# Johann Jakob Schillinger
Johann Jakob Schillinger (getauft: 17. Dezember 1750 in Öhringen; † 29. Juni 1821 ebenda) war ein deutscher Maler.

## Leben
Schillingers Vater war der Zimmermann Georg Peter Schillinger (1698–1774). Als er seinen Vater auf die Baustelle der Kirche in Adelsheim begleitete, soll er während eines Streits einem Mann mit der Axt eine Hand abgeschlagen haben. Er konnte dabei nur knapp dem Gefängnis entgehen und soll sich in der Folge dieses Vorfalls für den Beruf des Malers entschieden haben.
Ab 1771 lernte er in Ludwigsburg bei den Lehrern der Académie des Arts Nicolas Guibal und Giosuè Scotti, ohne an der Schule selbst eingeschrieben zu sein. Seine Ausbildung war nur durch Stipendien des Fürsten Ludwig Friedrich Carl von Hohenlohe-Neuenstein-Öhringen möglich. 1774 kehrte Schillinger nach Öhringen zurück, wo er wohl für den Fürsten arbeitete. 1776 engagierte ihn der Kirchberger Fürst Christian Friedrich Karl für die Neugestaltung der Wohnräume seines Schlosses in Kirchberg an der Jagst.
Mit einem weiteren Stipendium unternahm Schillinger dann eine Italien-Reise, von der er vorzeitig 1778 zurückkehrte. Er wurde 1779 Zeichenlehrer am Öhringer Gymnasium und 1780 zum Hofmaler ernannt. 1871 heiratete er die Pfarrerstochter Eva Friederike Seybold. Ihr Sohn Christian Friedrich wurde 1806 zum letzten Öhringer Hofmaler ernannt. Größere Arbeiten führte er in Döttingen, Öhringen und Orendelsall aus. Auswärtige Arbeiten waren die Ausstattung für das Stadtpalais in Breslau und die Schneitniger Villa des Ingelfinger Prinzen Friedrich Ludwig 1804.
1812 nahm Schillinger an der ersten Kunst- und Gewerbeausstellung in Württemberg teil.

## Werke (Auswahl)

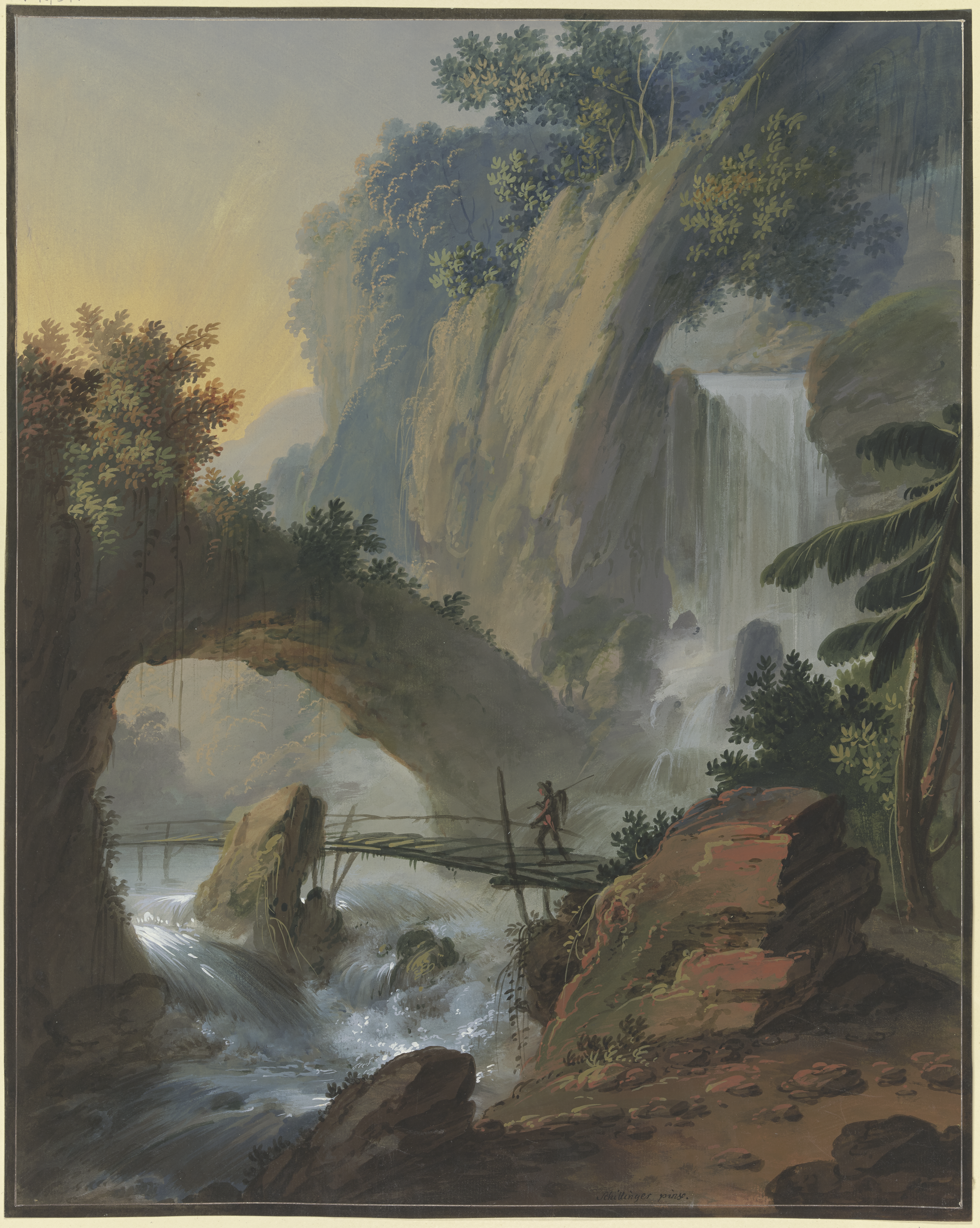
Steg über einen Wasserfall, darüber ein Felsentor

- 1783: Malereien in der St.-Martin-Kirche in Döttingen
- Altarbild für die Pfarrkirche St. Sebastian in Berlichingen
- Tapetenmalereien im Landschaftszimmer im Öhringer Schloss
- Ölgemälde für die Kirche St. Martin in Orendelsall
- Wasserfall, im Vordergrund ein Maler, Tempera oder Gouache auf Büttenpapier, 514 × 396 mm, Städel Museum
- Steg über einen Wasserfall, darüber ein Felsentor, Tempera oder Gouache auf Büttenpapier, 530 × 423 mm, signiert unten rechts „Schillinger pinx.“, Städel Museum[1]